# Annika (pris)
För andra betydelser, se Annika (olika betydelser).
Annika är en utmärkelse som årligen delas ut till den spelare som föregående år gjort det vackraste målet för Estlands damlandslag i fotboll. Motsvarigheten för Estlands herrlandslag heter Hõbepall.
Priset instiftades 2020 och delades ut första gången 2021. Priset heter Annika för att hedra den tidigare kaptenen för Estlands damlandslag, Annika Tammela, som 2001 avled efter att ha blivit påkörd under en cykeltur.

## Lista över vinnare

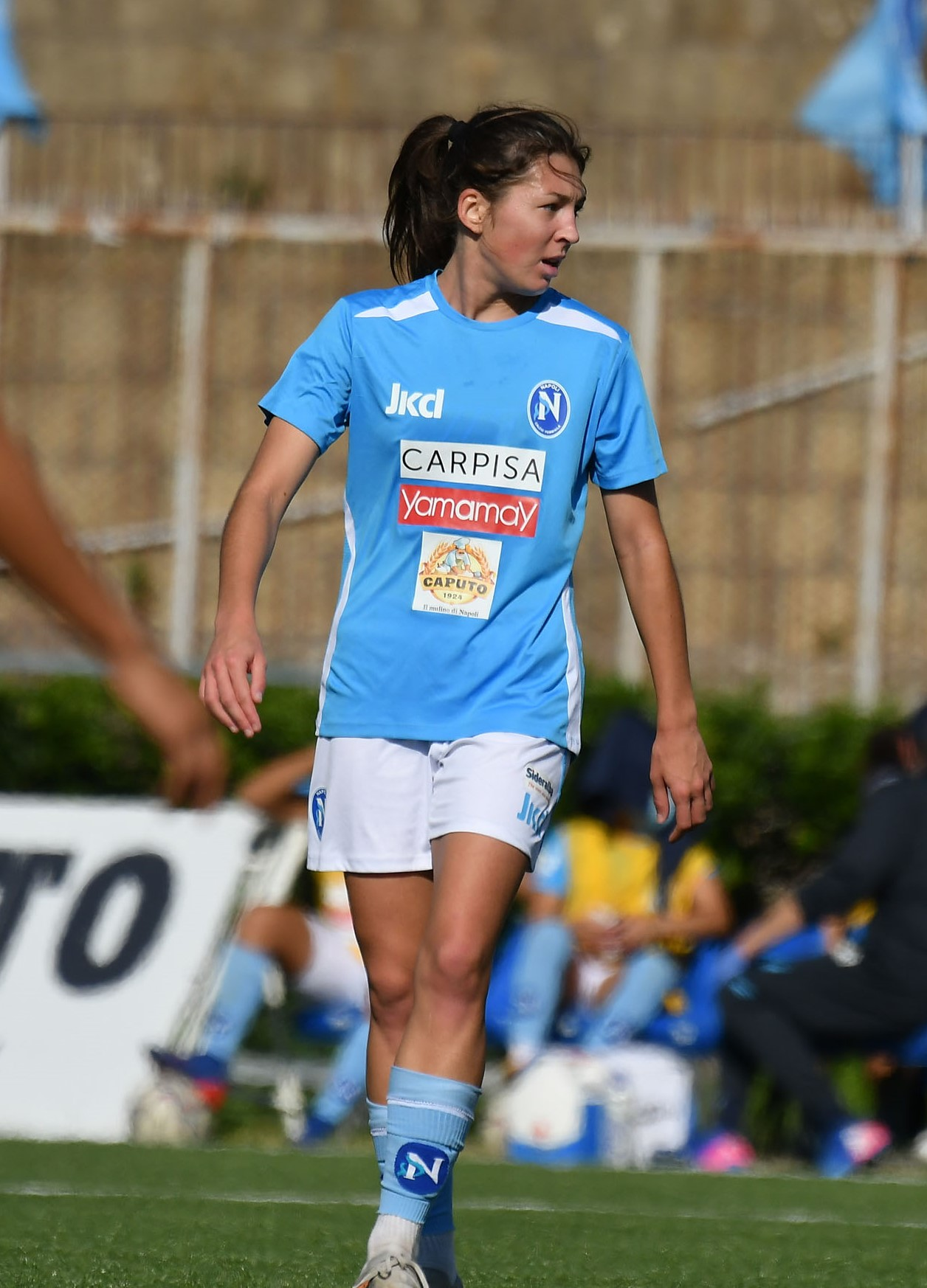
Vlada Kubassova har fått utmärkelsen två gånger.

Källa: 
| År   | Vinnare             | Mål gjort mot |
| ---- | ------------------- | ------------- |
| 2020 | Kristina Bannikova  | Lettland      |
| 2021 | Vlada Kubassova     | Färöarna      |
| 2022 | Vlada Kubassova (2) | Litauen       |
| 2023 | Lisette Tammik      | Israel        |